# Kempston Interface
Kempston Interface — внешнее устройство для домашнего компьютера ZX Spectrum, разработанное Kempston Micro Electronics и выпущенное в 1983 году — интерфейс для подключения джойстика. Устройство продавалось по цене в 15,00 фунтов (только модуль, впоследствии цена была снижена до 9,95 фунтов) и 19,50 фунтов (модуль + джойстик).

## Описание
Интерфейс подключался к системному разъёму ZX Spectrum и позволял использовать ставшие стандартом де-факто Atari-совместимые джойстики с разъёмом DE-9. Разъём поддерживал две аналоговых оси и пять кнопок дискретного джойстика, интерфейсом поддерживался только джойстик.
Интерфейс стал довольно популярным и его поддержка была встроена во многие игры. Для некоторых ранее выпущенных игр были созданы патчи, продававшиеся отдельно.
В отличие от других интерфейсов джойстика для ZX Spectrum, Kempston не имитировал нажатия клавиш клавиатуры, а изменял состояние, читаемое с порта 31 (порт #1F): четыре бита отвечают за направления, пятый бит — за кнопку «огонь». Из BASIC состояние джойстика можно проверять, используя функцию IN 31.
Никаких средств проверки, присутствует ли интерфейс, не предусматривалось. Если игрок, пытаясь подобрать себе управление, переключится на Kempston, в то время как модуля нет, герой будет идти постоянно вправо. (Если к модулю не подключен джойстик — герой стоит.)
В советских «спеклонах» модуль Kempston часто был распаян на плате — или даже его кнопки выведены на клавиатуру в удобной форме «перевёрнутого T». Встречались спеклоны, поддерживающие сразу три джойстика — Kempston и два по ZX Interface 2.

## Kempston Pro Joystick Interface
В 1984 году Kempston Micro Electronics также выпустила устройство Kempston Pro Joystick Interface, с тремя разъёмами DE-9, работающими как Kempston Joystick, Cursor Joystick и Sinclair Joystick, плюс разъём для картриджа ПЗУ.